# La Brabançonne
La Brabançonne je državna himna Belgije. 
Besedilo himne je napisano v nizozemščini in francoščini, v obeh glavnih jezikih države. Po legendi jo je leta 1830 napisal mladi revolucionar z imenom Jenneval. Himna je postala leta 1860, vendar je predsednik vlade popravil besedilo, ki je napadalo princa Oranškega.

## Besedilo

### Francoščina
O Belgique, ô mère chérie,
A toi nos coeurs, à toi nos bras,
A toi notre sang, ô Patrie!
Nous le jurons tous, tu vivras!
Tu vivras toujours grande et belle
Et ton invincible unité
Aura pour devise immortelle:
Le Roi, la Loi, la Liberté! (3 x)

### Nizozemščina
O dierbaar België,
O heilig land der vaad'ren,
Onze ziel en ons hart zijn u gewijd.
Aanvaard ons hart en het bloed van onze adren,
Wees ons doel in arbeid en in strijd.
Bloei, o land, in eendracht niet te breken;
Wees immer u zelf en ongeknecht,
Het woord getrouw, dat ge onbevreesd moogt spreken:
Voor Vorst, voor Vrijheid en voor Recht. (3 x)

### Slovenski prevod
O Belgija, o draga mati,
zate so naša srca, zate so naše roke,
zate je naša kri, o domovina!
Prisegamo, da boš živela!
Živela boš večno, velika in lepa,
in tvoja nepremagljiva enotnost
bo za svoje geslo imela:
Kralj, pravo, svoboda!